# Rhizothricidae
Rhizothricidae é uma família de crustáceos da ordem Harpacticoida.